# Atletica leggera alla XXX Universiade - Marcia 20 km femminile
La marcia 20 km femminile ai Giochi mondiali universitari di Napoli 2019 si è svolta il 12 luglio 2019.

## Podio
| Pos.    | Atleta           | Nazionalità | Tempo     |
| ------- | ---------------- | ----------- | --------- |
| Oro     | Katie Hayward    | Australia   | 1h33'30"" |
| Argento | Jemima Montag    | Australia   | 1h33'57"  |
| Bronzo  | Anežka Drahotová | Rep. Ceca   | 1h35'44"  |

## Risultati

### Individuale
| Pos.    | Atleta                   | Nazionalità | Tempo    | Note |
| ------- | ------------------------ | ----------- | -------- | ---- |
| Oro     | Katie Hayward            | Australia   | 1h33'30" |      |
| Argento | Jemima Montag            | Australia   | 1h33'57" |      |
| Bronzo  | Anežka Drahotová         | Rep. Ceca   | 1h35'44" |      |
| 4       | Wang Na                  | Cina        | 1h37:33" |      |
| 5       | Liu Yu                   | Cina        | 1h38'17" |      |
| 6       | Olena Sobchuk            | Ucraina     | 1h38'40" |      |
| 7       | Mariia Filiuk            | Ucraina     | 1h38'48" |      |
| 8       | Katarzyna Zdziebło       | Polonia     | 1h38'56" |      |
| 9       | Valentyna Myronchuk      | Ucraina     | 1h40'34" |      |
| 10      | Nadia González           | Messico     | 1h40'37" |      |
| 11      | Anastasiya Rarouskaya    | Bielorussia | 1h40'57" |      |
| 12      | Monika Vaiciukevičiūtė   | Lituania    | 1h41'28" |      |
| 13      | Sara Vitiello            | Italia      | 1h42'17" |      |
| 14      | Anastasiya Rodzkina      | Bielorussia | 1h42'37" |      |
| 15      | Su Wenxiu                | Cina        | 1h44'03" |      |
| 16      | Philippa Huse            | Australia   | 1h44'09" |      |
| 17      | Ravina                   | India       | 1h46'08" |      |
| 18      | Joana Pontes             | Portogallo  | 1h47'10" |      |
| 19      | Katsiaryna Hniadzko      | Bielorussia | 1h47'53" |      |
| 20      | Sonal Sukhwal            | India       | 1h50'14" |      |
| 21      | Kate Veale               | Irlanda     | 1h54'38" |      |
|         | Maria Vittoria Becchetti | Italia      | dnf      |      |
|         | Tiia Kuikka              | Finlandia   | dnf      |      |
|         | Monika Horňáková         | Slovacchia  | dnf      |      |

### Classifica a squadre
| Pos.    | Nazioni                                                                   | Tempo    | Note |
| ------- | ------------------------------------------------------------------------- | -------- | ---- |
| Oro     | Australia Katie Hayward Jemima Montag Philippa Huse                       | 4h51'36" |      |
| Argento | Ucraina Olena Sobchuk Mariia Filiuk Valentyna Myronchuk                   | 4h58'02" |      |
| Bronzo  | Cina Wang Na Liu Yu Su Wenxiu                                             | 4h59'53" |      |
| 4       | Bielorussia Anastasiya Rarouskaya Anastasiya Rodzkina Katsiaryna Hniadzko | 5h11'27" |      |